# Kielecki Ochotniczy Szwadron Kawalerii im. 13 Pułku Ułanów Wileńskich
Kielecki Ochotniczy Szwadron Kawalerii im. 13 Pułku Ułanów Wileńskich – fundacja zajmująca się m.in. rekonstrukcją historyczną oraz kultywująca tradycje 13. Pułku Ułanów Wileńskich.
Organizacja została założona w 2004 roku, jako kontynuacja działalności 80 Kieleckiej Konnej Drużyny Harcerskiej. W 2008 zarejestrowana została jako fundacja. Jak większość organizacji kawaleryjskich w Polsce ma charakter ochotniczy. Członków łączy umundurowanie oraz regulamin wojskowy, opracowany i przyjęty w 1938 roku.

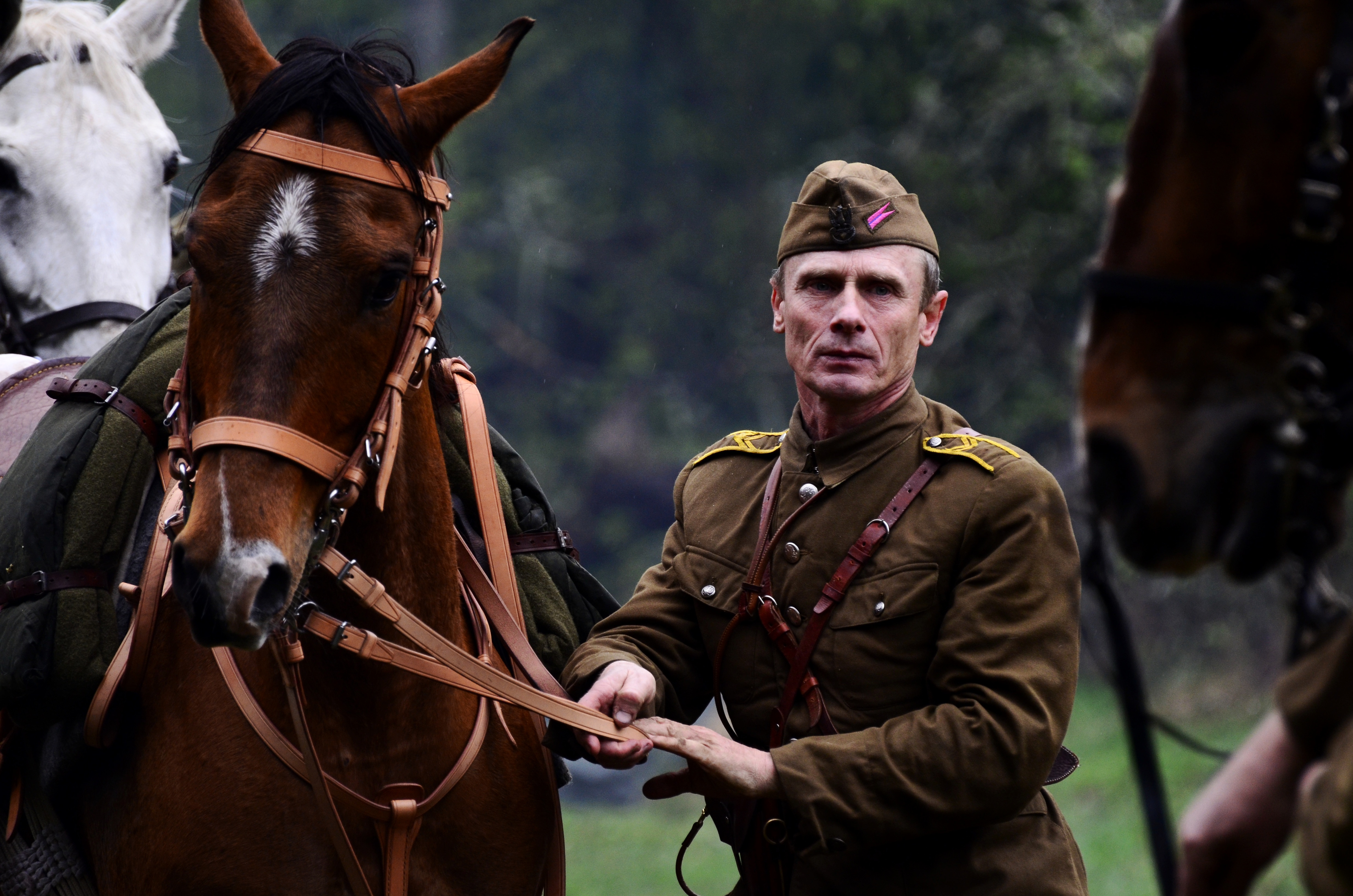
Stanisław Paszkiel, członek szwadronu, podczas rekonstrukcji historycznej w Bliżynie w 2014 roku

Fundacja brała udział w obchodach święta 13 Pułku Ułanów Wileńskich oraz innych świąt wojskowych oraz różnych rekonstrukcji historycznych. Współpracuje także ze szkołami z Polski i Wilna, ze szczególnym uwzględnieniem szkoły w Nowej Wilejce, gdzie 13. Pułk stacjonował.
Fundacja utrzymuje dobre stosunki ze Związkiem Tatarów Rzeczypospolitej Polskiej, który także kultywuje tradycje 13 pułku. 
W 2007 roku w Grudziądzu, podczas XIX Zjazdu przedstawiciele związku, przekazali symboliczną kopię historycznego Buńczuka Chanowskiego, który był symbolem Szwadronu Tatarskiego 13. Pułku Ułanów Wileńskich, przedstawicielom Kieleckiego Szwadronu.